# Charles Anthony Schott
Charles Anthony Schott (Mannheim, 7 de agosto de 1826 — Washington, D.C., 31 de julho de 1901) foi um cientista teuto/estadunidense.